# Peter Travesí
Peter Travesí Canedo (Cochabamba, 21 de noviembre de 1957- Cochabamba, 8 de agosto de 1990), conocido artísticamente como el Charanguito, fue un actor y comediante boliviano, creador del programa Tra-la-lá en 1982. El programa fue pionero en el formato de café concert en Bolivia.

## Biografía
Peter Travesí Canedo nació en Cochabamba, fue el segundo hijo nacido en esta ciudad, la primera había sido su hermana mayor, Cecilia. Más adelante nacieron sus hermanos Daniel y Giannina. Su padre fue Julio Travesí, escritor y actor colombiano, y su madre fue la actriz boliviana Gilda Canedo. A su vez, sus abuelos fueron el actor español Fernando Travesí y la cantante uruguaya María Nido, quienes daban giras por toda Latinoamérica acompañados de sus hijos.
Estuvo relacionado al mundo del teatro desde la infancia, participando en las obras que eran protagonizadas por su padre, Julio Travesí. Quien había decidido quedarse en La Paz para producir obras de teatro.
El 8 de agosto de 1990 el corazón de Peter dejó de latir, tuvo un entierro multitudinario. La tradición del Tra-la-lá ha continuado por medio de sus familiares también actores. Hay una leyenda que dice que padecía catalepsia y al sufrir un ataque fue enterrado vivo por error muriendo asfixiado, pero esto no ha podido ser comprobado.

## Trayectoria profesional
En 1971, el Instituto Boliviano de Arte (Ibart) creó el Festival de Teatro Julio Travesí, en honor al padre de Peter, que había fallecido. Se llevaron a cabo ocho versiones de este festival pese al complejo contexto social y político del país. Participaron tanto agrupaciones nacionales como extranjeras.
En 1982 la hiperinflación hizo inviables las funciones de teatro y el festival se canceló. Esto coincidió con la remodelación del teatro Achá que concluyó en 1990. El mismo año Peter creó un espectáculo para niños, lo que permitía generar un sustento para su familia y también posibilitaba continuar su trabajo en un escenario. Se dice que primero suscitó el interés de niñas y niños y luego el de sus padres. Por lo cual la familia Travesí decidió dar vida al Café Concert para un público adulto
En 1983 se puso en escena el formato del café concert., llevado a cabo por Peter Travesí y Dennis Lacunza quienes incursionaron en este género con Tralala que es un acróstico conformado por ambos apellidos. Durante 7 años Peter junto a su familia puso en escena 34 obras, con presentaciones en La Paz y Santa Cruz. Peter creó cerca de 40 personajes con el Charanguito como el más recordado. 

## Reconocimientos
Desde 1990, a través de una ley nacional, se instituyó el concurso nacional de Teatro en Bolivia Peter Travesí Canedo como homenaje a su trabajo.

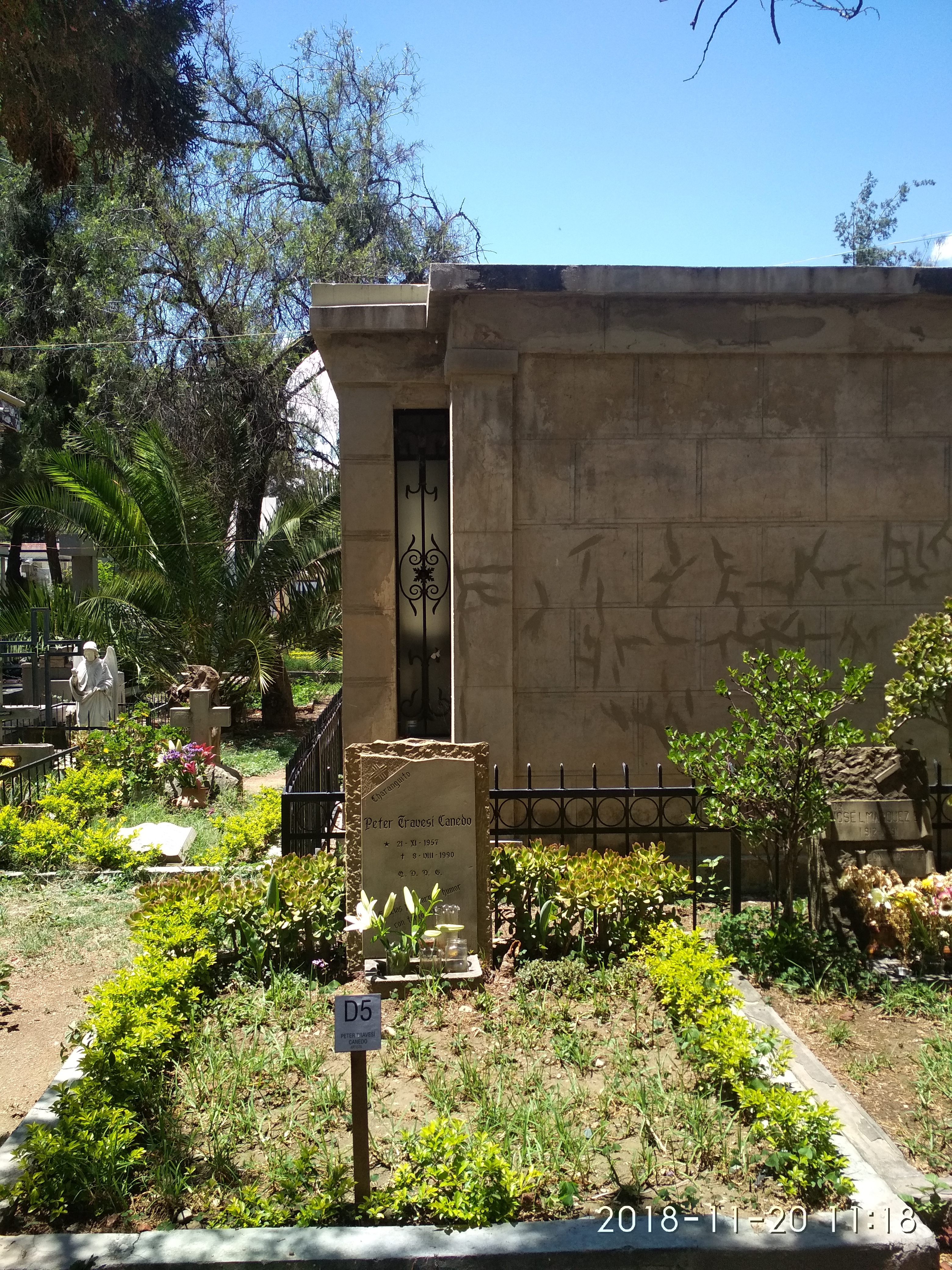
Tumba ubicada en el Cementerio General de Cochabamba.